# Тотлебен (село)
Тотлебен (болг. Тотлебен) — село в Болгарии. Находится в Плевенской области, входит в общину Пордим. Население составляет 606 человек.

## Географическое положение
Село расположено в 25 км северо-восточнее города Плевен, непосредственно у главной шоссейной дороги E 83 София — Плевен — Русе, на небольшой реке, которая берёт своё начало близ города Славяново. В окрестностях находятся богатые источники. Юго-восточное положение в Плевенской области — важное условие для жизни, потому что этот район характеризуется сильными западными ветрами. Село Тотлебен расположено в бассейне реки Осым. Местность равнинная, с плодородными чернозёмами.

## История
Село названо по имени знаменитого русского генерал-инженера Э. И. Тотлебена.
Благоприятные условия жизни привлекали к себе внимание людей с древнейших времен, о чём свидетельствуют найденные остатки жилищ, сосуды, монеты и другие объекты и строительные материалы. Предполагается, что они остались, вероятно, от фракийских и римских времен. В километре от села есть селище, где были найдены остатки зданий и техники, а также трубы и остатки канализации. Вероятно, это поселение времён Второго Болгарского царства. Найденные артефакты показывают, что это поселение имело довольно развитую культуру. В конце XVII века, в селе было около 500 домов. Об этом можно судить по тому, что во всех местах, где сейчас есть здания, уже найдены остатки домов того времени. Можно считать из легенд, что это было одно из крупных сел в этом районе. Население жило в землянках, покрытых соломой, а дворы были окружены глубоким рвом. В конце XVII века происходят войны, которые ведёт Османская империя с её соседями и появляется чума. Чума распространялась быстро и заставила значительную часть населения покинуть деревню, ища спасения от ужасной болезни. Чума приняла столь крупные масштабы, что в начале эпидемии сожгли своих погибших семей с землянках, и то только деревья, которые провели двери, и они были погребены под обломками домов. Тогда никто не заботится о погребении мёртвых. Село полностью обезлюдело. За 12 лет в деревне не осталось ни одного жителя. Через 12 лет население начинает вновь возвращаться в свои родные места. В начале XVIII века в деревне было уже 15—17 домов. Семьи тогда состоялись из 50—60 человек. Село подвергалось несколько раз нападению кырджалийских орд, но уцелело благодаря выкупам. С ликвидацией карджалийства покинувшее село население снова вернулось к старым местам. Приходившие новые поселенцы увеличивали число жителей села. Первый мастер, выросший в деревне, был предок нынешнего рода Бояджиевых — «Иванчо Бояджията», учившийся ремеслу крашения нитей в Ловече, которые распространял во всех деревнях всего региона, до города Никопол.
Сообщается, что Васил Левский неоднократно посещал деревню и оставался в доме деда Иванчо Бояджията. В 1870 году Васил Левский создал революционный комитет в селе.
В 1939 году жители села Тотлебен дали начало кооперативному движению в Болгарии, организовав здесь первый в Болгарии земледельческий кооператив — трудовое кооперативное земледельческое товарищество «Вызход». В сентябре 2009 года жители села Тотлебена отметили его 70-летие со дня основания. Первый председатель этого кооператива был агроном Панталей Константинов Ангелов (25/06/1903 в Тотлебен — умер после 1983).

## Политическая ситуация
В местном кметстве Тотлебен должность кмета (старосты) исполнял Иван Петров Иванов (независимый) по результатам выборов правления кметства с 2007 до 2009 года. По результатам выборов правления кметства в ноябре и баллотажа в декабре 2009 года с конца 2009 года выполняет Емил Гашев. По результатам выборов 2011 года кмет (мэр) села Тотлебен опять Емил Гашев.
Кмет (мэр) общины Пордим — Детелин Радославов Василев (независимый) по результатам выборов 2007 года. По результатам выборов 2011 года кмет (мэр) общины Пордим Илиян Александров (БСП).

## Общественно-значимые объекты
В Тотлебене находится единственная в Болгарии школа для детей с нарушениями речи, где работали специалисты с высоким профессиональным уровнем подготовки — логопеды и преподаватели. Школа была основана в 1962 году решением Исполкома Общинского совета в городе Плевен только 7—8 учителями без всякого логопедического опыта, в результате совместной работы и под методическим руководством специалистов и преподавателей из Софийского университета имени «Святого Климента Охридского», школа стала основоположником в стране логопедической коррекционной индивидуальной работы с детьми. Школа подготовила много высококвалифицированных специалистов по логопедии, как в регионе и во всей Болгарии. Они периодически проходили через курсы повышения квалификации, организованные Министерством образования и науки, а также происходил обмен опытом с ведущими болгарскими и иностранными учеными. Группа научных исследователей из университета Гумбольта в Германии посетили школу в 1975—1976 гг. В мае 1981 г. Доктор D.F. Sewell из Факультета психологии из университета в Гулле в Великобритании провёл свои наблюдения в школе. Всемирно известный русский учёный в области логопедии и дефектологии из Московского университета, с кафедры «Психологии и логопедии», профессор С. С. Ляпидевский неоднократно бывал в школе и принимал участие в конференциях, организованных в ней. Проф. Г. В. Чиркина и ведущий научный сотрудник В. И. Голод из лаборатории по логопедии Научно-исследовательского Института дефектологии РАПН посетили школу в декабре 1989 года. В октябре 1991 г. Проф. Крег Инграм, Cregg Ingram, с Факультета образования и психологии, Университета штата Юта, США (Department of Education and Psychology Brigham University, Pravo Utah, USA) побывал в школе. Коррекционная логопедическая работа и исследования детей проводились совместно со специалистами — клиницистами, психологами, педагогами из г. Плевен, Института для усовершенствования врачей (ИСУЛ) — сейчас больница «Царица Йоанна» в Софии, Юго-западным университетом имени «Святого Неофита Рильского» в Благоевграде. Сейчас этот центр не функционирует. В 1994 году учителя из школы, преподаватели из Софийского университета «Святого Климента Охридского» и из Болгарской академии наук учредили фонд «Младен и Мария Антоновы», посвящённый создателю и директору школы с основания в 1962 году по 1985 г. Младен Антонов Кунчев (29 декабря 1929 — 11 мая 1985).

## Социальная сфера
В 1959 году в деревне Тотлебен была основана первая в Плевенском округе школа-интернат для детей из малообеспеченных и многодетных семей — Дом для детей и подростков в местной начальной школе «Кирилла и Мефодия».
В 1962 году в с. Тотлебен основана Основная Логопедическая школа-интернат для детей с нарушениями речи. Здание местного муниципального совета как и новопостроенный пансион были использованы для их проживания. В 1980-х годах около 500 детей с речевыми проблемами страны и из малообеспеченных и многодетных семей округа росли и обучались одновременно в условиях проведения коррекционной речевой логопедической работы специалистами-логопедами с детьми в 3 интернатах, а обучение осуществлялось в двух школах в деревне.
Сегодня преемником Логопедической школы-интерната является Дом для детей, лишённых родительской опеки (ДДЛРГ) для детей от 3 до 18 лет имени его создателя и первого директора Младена Антонова.
На 10.12.2012 открылся отремонтированный Дом для детей, лишённых родительского попечения, «Младен Антонов» в деревне Тотлебен. Дом был реконструирован в рамках проекта, финансируемого оперативной программой «Развитие села с 2007 по 2013 годы» Государственный фонд «сельское хозяйство», Мера 321 «Основные услуги для экономики и сельской местности».

## Образование и Культура
В 1903 году 19 жителей деревни основывают читалиште «Пробуда» (основатель Иван Д. Танчев — председатель, Григор Ив. Бояджиев — зампредседатель, Върби Георгиев — деловодитель). В 1932 году министр образования Константин Муравиев посетил с. Тотлебен. В 1940 году деревню посетили поэтессы Калина Малина и Элисавета Багряна, которые читали свои стихи в зале старого общинного центра, расположенного в доме для детей и подростков в школе «Кирилла и Мефодия». Новое здание библиотеки построено и открыто в 1958 (президент Младен Антонов, староста К. Блажев). В 60—70 годы XX века в Читалище «Пробуда» неоднократно приезжали и выступали со своими постановками Плевенский драматический театр, маг Факира Мити, поп-певица Мими Иванова и многие другие. В читалище «Пробуда» была создана и действует обширная библиотека. В 1961 году министр образования Начо Папазов посетил Дом для детей и подростков в с. Тотлебен. В 1987 году министр образования профессор Илчо Димитров посетил с. Тотлебен. В 2010 году министр образования, молодёжи и науки профессор Сергей Игнатов посетил Тотлебен и Дом для детей, лишённых родительской опеки, «Младен Антонов».

## Кооперативное движение
В 1939 году в селе Тотлебен начинается организованное кооперативное движение, установив первый сельскохозяйственный кооператив в Болгарии — Трудовое кооперативное земледельческое хозяйство «Възход» (Восход). Первым президентом этого сельскохозяйственного кооператива стал агроном Панталей Константинов Ангелов (25.06.1903 г. в селе Тотлебен — умер после 1983).
В сентябре 2009 года в Тотлебен отмечено 70-летие со дня основания первого сельскохозяйственного кооператива страны.

## Религия
Православная церковь «Св. Георгий» построена в 1934—1935 гг.

## Культурные и природные достопримечательности
- Особенно важный праздник в селе — день Святого Георгия (болг. Гергьовден) — 6 мая, а также и следующий день 7 мая — когда проводится традиционный собор деревни.
- В селе Тотлебен проводится ежегодное празднование годовщины рождения генерала-инженера Э. И. Тотлебена в первую субботу мая каждого года:

1. 3 мая 2008 г. — празднование 190-летия со дня рождения генерала Тотлебена было организовано старостой Иваном П. Ивановым и сопровождалось фольклорной программой (праздник «Веселый Гергьовден»);
2. 2 мая 2009 г. празднование 191-летия со дня рождения генерала Тотлебена, организованное старостой Иваном П. Ивановым, кроме фольклорной программы («Веселый Гергьовден 2009»), сопровождалось и исторической постановкой сцены взятия в плен турецкого генерала Османа-Паши;
3. 1 мая 2010 г. — празднование 192-летия со дня рождения генерала Тотлебена было организовано старостой Эмилем Гашевым и сопровождалось фольклорной программой, концерт духовой музыки, старинные городские песни и романсы, а также и рок-концерт;
4. 7 мая 2011 г. — празднование 193 годовщины генерала Тотлебена, организованное мэром деревни Эмилем Гашевым, которое сопровождалось фольклорной программой, рок-концертом группы «Ватикан», Васко Крыпкаты и других.

## Памятники
В селе построен бюст-памятник генерал-инженеру Э. И. Тотлебену (1960)
Памятник-костница, в котором перезахоронены кости умерших русских солдат в двух военных лазаретах, расположенных в селе во время Русско-турецкой освободительной войны (1878—1879)
Памятник русско-болгарской дружбе (1979), изображающий русского солдата с болгарской девочкой

## Уроженцы Тотлебена
- Ценко (Цанко) Бояджиев (Цветан Григоров Бояджиев) (05.08.1902 — 16.09.1972 г.) — народный художник. Образование получил в Художественной академии в Париже (1923—1925). Высшее образование закончил в Загребе, ныне Хорватия (1928—1933). Создает много фигуральных композиций, портретов и натюрмортов. Картины: «Почивка (Отдых)», «Сенокос», «Априлци», «Левский создает революционный комитет» и др. Художник—постановщик фильмов «Следите остават (Следы остаются)», «Сиромашка радост (Бедняцкая радость)», «Стубленските липи (Стубленские липы)» и др.

## Другие организации
Клуб для конного спорта имени генерала Тотлебена, основан в 1998-м году Красимиром Антоновым. В течение нескольких лет, в 1998, 1999 и в 2000-м годах, были проведены гонки в деревне.